# ハマル＝ダバン事件
ハマル＝ダバン事件とは1993年8月5日のロシアにあるハマル＝ダバン山脈にて発生した遭難事故である。この事故では7人のカザフスタン人ハイカーが遭難し、この内6人のハイカーが不審死を遂げた。この事件はディアトロフ峠事件と比較され、「ブリヤートのディアトロフ峠事件」とも呼ばれる。
7人のグループはリュドミラ・コロヴィナがリーダーを務めていた。唯一の生存者はヴァレンティナ・ウトチェンコであった。警察は通報を受けたのにもかかわらず、ウトチェンコが証言をするのに時間がかかったため8月24日まで本格的な捜索を行うことが出来なかった。検死報告書によれば心臓発作で死亡したコロヴィナを除いた全員の死因が凍死だった。

## 背景
シベリア南部のブリヤート共和国にあるハマル＝ダバン山脈は人気のハイキングスポットであった。1993年夏、ペトロパブルの"Azimut"観光クラブにハイキングインストラクターとして所属していたリュドミラ・コロヴィナはハマル＝ダバン山脈へのハイキング旅行を計画した。経験豊富でハイキングのスポーツマスターであったコロヴィナが計画した旅行に、アレキサンドル・「サーチャ」・クリシン、タチアナ・フィリペンコ、デニス・シュバチキン、ヴァレンティナ・「ヴァーリャ」・ウトチェンコ、ヴィクトリヤ・ザレソヴァ、そしてティムール・バパノフの6人の生徒が同行した。コロヴィナはハマル＝ダバン山脈でのハイキング経験もあり、生徒達も今回の旅行のために訓練を行った。
| 氏名                                       | キリル文字表記での氏名       | 生年月日       | 年齢 | 性別 |
| ------------------------------------------ | ---------------------------- | -------------- | ---- | ---- |
| リュドミラ・イヴァノカ・コロヴィナ         | Людмила Ивановна Коровина    | 1951年11月21日 | 41   | 女性 |
| タチアナ・ユリエヴナ・フィリペンコ         | Татьяна Юрьевна Филипенко    | 1969年1月5日   | 24   | 女性 |
| アレキサンドル・ゲナディヴィッチ・クリシン | Александр Геннадиевич Крысин | 1970年7月6日   | 23   | 男性 |
| デニス・ヴィクトロヴィッチ・シュバチキン   | Денис Викторович Швачкин     | 1974年4月23日  | 19   | 男性 |
| ヴァレンティナ・ウトチェンコ               | Валентина Уточенко           | 1975年9月18日  | 17   | 女性 |
| ヴィクトリヤ・ザレソヴァ                   | Виктория Залесова            | 1976年10月23日 | 16   | 女性 |
| ティムール・バルガベヴィッチ・バパノフ     | Тимур Балгабаевич Бапанов    | 1978年7月15日  | 15   | 男性 |

## 登山
コロヴィナ率いる7人のグループは1993年8月に列車でイルクーツクに到着した。コロヴィナのグループは当時周辺にいた3つのグループの内の1つで、もう一つのグループはコロヴィナの娘ナタリアが率いていた。予定では8月2日にスリュジャンスク地区のムリノを出発し、ラングタイ川を伝いラングタイ峠を経由しバルン＝ユンカツク川を伝い、カヌル山を登りその尾根沿いを進み、アニグタ川とバイガ川の分水嶺の高原で終わるものだった。コロヴィナのグループは娘とは8月5日に落ち合う予定だった。
ハイキングの最初の2日間は予定よりも早く進み、レトランスリヤトル・ピークへ到達した。しかし、下山を始めようとしていた8月4日になり、想定外の雷雨に襲われた。コロヴィナは雨風を凌げない場所にキャンプを設営することを決めたものの、その夜は火を起こすことが出来なかった。翌5日の朝になりようやく火を起こせた一行は朝食を食べた後にハイキングを続けた。

## 遭難
一行唯一の生存者であるウトチェンコによると、下山中の高度2,396メートル (7,861 ft)付近の地点にて後ろの方にいたクリシンが突如叫び始めた。彼は目と耳から出血していて口から泡を吹いていた。その後彼は痙攣しながら地面に倒れ、その後動かなくなった。意識を取り戻させようとコロヴィナは彼に駆け寄ったが、程なくして彼女も叫んだ後に同じ症状を発症し、痙攣しつつクリシンの上に倒れた。フィリペンコはコロヴィナのもとへ駆けつけたが彼女も息が出来ないかのように自分の喉を掴み、倒れた。彼女は近くの岩に這い寄り、ぐったりするまで頭を叩きつけた。ザレソヴァとバパノフは走り出したが、彼らも血を吐きながら倒れ、自分たちの衣服を脱ぎ喉を引っ掻きながら死亡した。ウトチェンコとシュバチキンも逃げ出したが、程なくしてシュバチキンも痙攣しながら倒れた。
ウトチェンコは山を駆け下り、木の下でテントを設営し一夜を過ごした。翌日彼女は友達が死亡した場所へ戻り、必要な物資を回収した。その後4日間もの間彼女は誰かに見つかることを祈りつつ送電線を頼りに山を下り、そこから川を辿った。8月9日にウクライナ人カヤッカーのグループに発見され、警察署に連れられそこでレポートが作成された。

## 捜索と発見
ウトチェンコは数日間全く話すことが出来なかった。正式な捜索はユーリ・ゴリウス主導で8月24日に開始された。ウトチェンコがその時点で未だ自身に起きたことを話すことが出来なかったため、遺体を発見するまでヘリコプターを使用した上で2日間かかった。発見された遺体は衣服が一部脱げた状態だった。
発見された遺体はいずれも肺に損傷を負っていたことが判明した。ウラン・ウデにて行われた司法解剖ではクリシン、フィリペンコ、 バパノフ、ザレソヴァ、シュバチキンはいずれも低体温症により死亡し、コロヴィナは心臓発作で死亡したと結論付けられた。 栄養失調によるタンパク質不足も死亡の一因として挙げられた。

## 仮説
ハイカーたちがなぜ死亡したのかを説明するために様々な仮説が建てられている。捜索活動に従事したヴァレリー・タタールニコフとウラジーミル・ジノフは寒さで彼らが死亡することは不可能だと主張した。ジノフは高山病で死亡したのではないかと推察した。観光客のウラジーミル・ボルゼンコフや捜索活動に従事したニコライ・フェドーロフは超音波により気がおかしくなったと主張した。捜索のリーダーだったゴリウスはコロヴィナの怠慢に原因を求めた。彼はコロヴィナが生徒を飢えさせ、ビタミン欠乏の状態に陥らせたと主張した。ウトチェンコは2018年にコムソモリスカヤ・プラウダ紙のインタビューにてコロヴィナが 原因ではないかという説を否定した。彼女はハイカーたちの死因は肺水腫ではないかと考えている。

### 凍死
最初の説は検死報告書通り適切な形で前の晩を過ごせなかったために低体温症を発症し、亡くなったという説である。重度の低体温症の場合、幻覚の他寒さの中衣服を脱ぐ矛盾脱衣の症状が認められるため、遺体が衣服の一部を脱いだ状態で見つかったことに説明がつく。
トラウマを経験した人はしばしばその出来事の詳細を間違って記憶するため、ウトチェンコの話の一部は意図せず誇張されている可能性もある。

### 軍事実験
別の仮説ではハイカーたちはロシア軍の軍事実験に出くわし、証拠隠滅の為に殺されたというものがある。この説はハマル＝ダバン山脈は公開された場所な上に観光シーズンとなると様々な人たちが通過するため、有力な説ではないと結論付けられた。

### 神経ガス
ウトチェンコが証言した症状は神経ガスによる死と状況が酷似している。特に口から泡を吹くことと痙攣が強い神経ガスによる死の状況と一致している。神経ガスは呼吸困難も引き起こすため、肺の損傷も神経ガスによる死が原因とも取れる。コロヴィナの死因である心臓発作もまた神経ガスにより引き起こされる。
1993年までソビエト連邦とロシアが使用していた致死性が最も高いとされるノビチョクはハマル＝ダバン近辺にて実験されていたと言われている。

### 汚染水

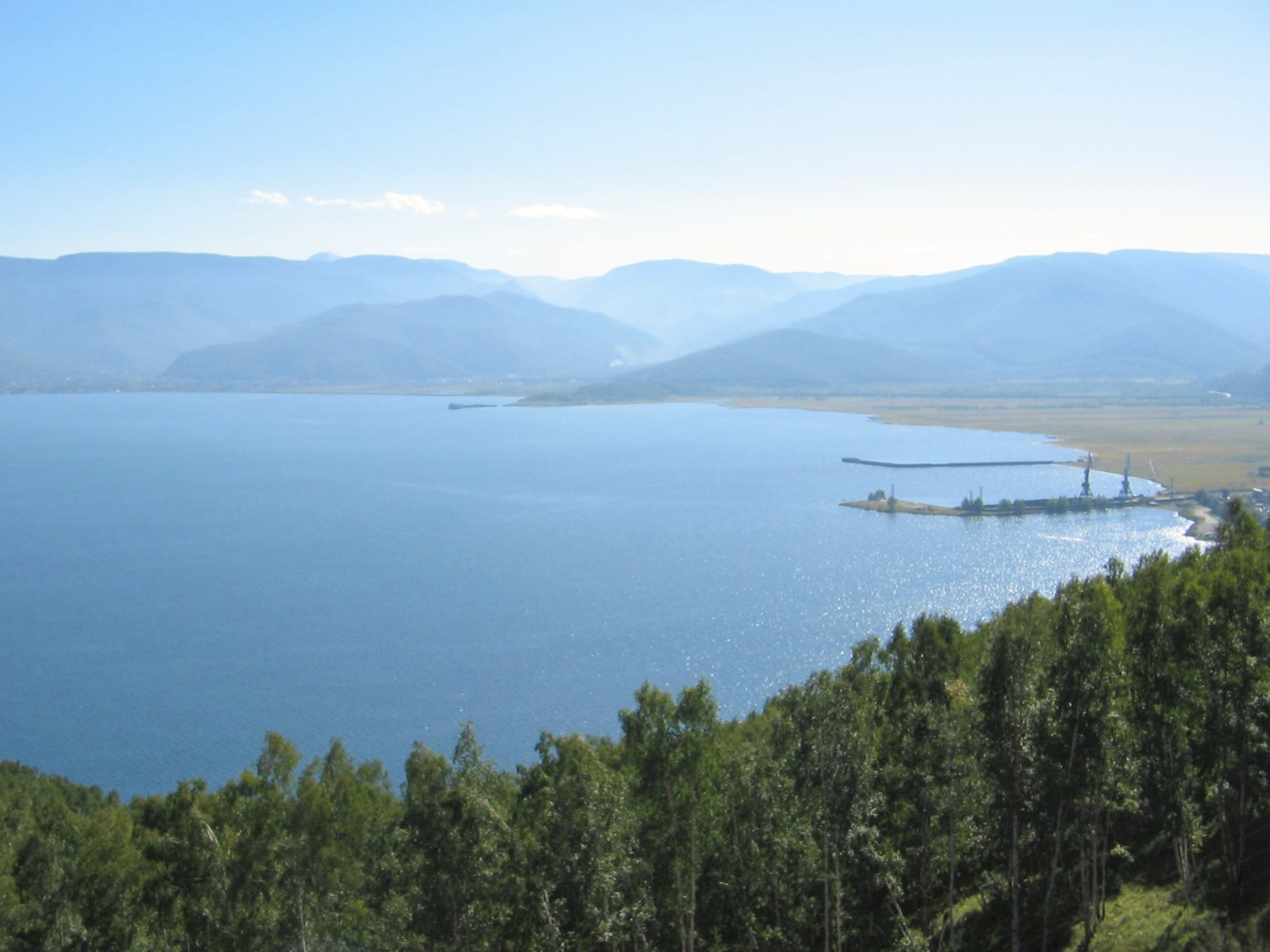
バイカル湖

近隣のバイカル湖は有毒廃棄物のゴミ捨て場としても知られている。もし廃棄物が下流に流れていたとしればハイカーたちは意図せず川の水の中に混じった毒物を摂取した可能性もある。一部の毒物は一般的な毒物検査報告書では拾えない可能性がある。

### キノコ中毒
別の説としてキノコ中毒になったハイカーたちが幻覚を見たり病気になったとするものである。コロヴィナはキノコ採りをしていたことで知られ、自身の生徒にも教えていた。そのことから生徒の一人が朝食の際に誤って毒キノコを朝食に加えた可能性がある。もしかしたら幻覚作用のあるキノコだったのかもしれない。非常にレアなケースではあるが、テングタケ属のキノコ（茶色か赤、もしくは黄色で上部に白い点があり、マリオもしくはサンタキノコとも呼ばれる）によく見られるムスカリンとイボテン酸を過剰摂取をしてしまうと精神病、痙攣、心臓発作を引き起こし、昏睡状態に陥ることがあるという。タマゴテングタケやドクツルタケといったテングタケ属のキノコは成熟しきっていない状態だとフクロタケやマッシュルームといった食用に適すキノコと似ることがある。

## References
1. 1 2 3 4 5 6  Zharov, Vladimir (2013年3月9日). “Buryatia Dyatlov Pass” (英語). dyatlovpass.com. 2025年3月17日閲覧。
2. 1 2 3 4 5  Штурма, Яна (2022年3月3日). “«Бурятский перевал Дятлова». Что погубило тургруппу Людмилы Коровиной” (ロシア語). Газета.Ru. 2025年3月17日閲覧。
3. 1 2 3 4 5 6 7 8  “The Khamar Daban Incident: Horror on the Mountain Slopes of Soviet Russia”. Morbid Kuriosity (2022年11月22日). 2025年3月17日閲覧。[信頼性要検証]
4. ↑  Yegorov, Oleg (2019年2月25日). “Beyond the Dyatlov mystery: 2 other creepy tragedies in the Russian mountains” (英語). Russia Beyond. 2025年3月17日閲覧。
5. ↑  Кораблева, Виктория (2024年3月6日). “Группа Коровиной: загадочная смерть туристов в южном Прибайкалье” (ロシア語). techinsider.ru. 2024年5月9日閲覧。
6. 1 2 3  ВАРСЕГОВА, Наталья (2018年7月25日). “Что произошло на бурятском «перевале Дятлова»” (ロシア語). kp.ru 2025年3月17日閲覧。
7. 1 2 3 4  Mullins, Natasha (2021年3月23日). “The Most Credible Theories Regarding The Khamar Daban Incident”. The Mystery Box. 2025年3月17日閲覧。[信頼性要検証]
8. 1 2  Петровская, Алена. “Трагедия в горах Хамар-Дабана: какую тайну скрывает «бурятский перевал Дятлова»” (ロシア語). woman.ru. 2025年3月17日閲覧。
9. ↑  Саган, Наташа (2017年9月29日). “Популярный российский портал рассказал о «бурятском перевале Дятлова»” (ロシア語). Информ Полис. 2025年3月17日閲覧。
10. 1 2 3  “Группа туристов загадочно исчезла в горах. Нашли только одну выжившую” (ロシア語). Onliner (2024年1月24日). 2025年3月17日閲覧。
11. 1 2  ВАРСЕГОВА, Наталья (2018年7月1日). “Отчего погибли туристы на бурятском «перевале Дятлова»” (ロシア語). kp.ru 2025年3月17日閲覧。